# Kid Cudi
 (janvier 2024).
Si vous disposez d'ouvrages ou d'articles de référence ou si vous connaissez des sites web de qualité traitant du thème abordé ici, merci de compléter l'article en donnant les références utiles à sa vérifiabilité et en les liant à la section « Notes et références ».
Kid Cudi, parfois stylisé KiD CuDi, né le 30 janvier 1984 à Cleveland, est un rappeur, chanteur, guitariste, réalisateur artistique et acteur américain. Il est reconnu comme une influence sur plusieurs groupes hip hop et alternatifs contemporains,. Après avoir emménagé à Brooklyn, New York, dans l'espoir de devenir rappeur, Kid Cudi gagne initialement en popularité grâce à sa première mixtape, publiée en 2008. Celle-ci attire l'attention de Kanye West, qui signe l'artiste sur son label fin 2008. La collaboration Cudi-West et son nouveau single Day 'n' Nite, qui atteint le top cinq des classements Billboard, le mènent vers la gloire. Kid Cudi est également signé au label Republic Records, et dirige son propre label, Wicked Awesome Records, qu'il a lancé en 2011.
En date de 2020, Kid Cudi a sorti 7 albums studios solo au cours de sa carrière. Son premier album Man on the Moon: The End of Day (2009) se voit certifié deux fois disque de platine. Cet album contient également les singles Make Her Say et Pursuit of Happiness, tous les deux classés. En 2010, Cudi publie son deuxième album, Man on the Moon II: The Legend of Mr. Rager. Celui-ci atteint la troisième place du Billboard 200, surpassant son prédécesseur en matière de ventes et de classement : il est certifié disque d'or. Plus tard dans la même année, Kid Cudi fonde un groupe de rock, aujourd'hui connu sous le nom de WZRD, avec son collaborateur de longue date, Dot da Genius. Au début de l'année 2012, sort un album qui fait ses débuts à la première place du Top Rock Albums chart. En avril 2013, Kid Cudi produit et publie son troisième album Indicud. Cet opus atteint la deuxième place du Billboard 200, ce qui en fait alors l'album de Kid Cudi le mieux classé.
Le rappeur a également une carrière sur les écrans. En 2010, Cudi joue dans la série télévisée How to Make It in America (jusqu'à son annulation en 2011) et dans des films comme Goodbye World, Need for Speed et Entourage. Il est également à l'origine du film d'animation pour adultes Entergalactic (2022), dot la diffusion s'accompagne de la sortie d'un album du même nom.

## Biographie

### Jeunesse
Scott Ramon Seguro Mescudi est né le 30 janvier 1984 à Cleveland, dans l'Ohio, et a grandi à Shaker Heights et à Solon. Il est le benjamin de quatre enfants, dont deux frères, Domingo et Dean (ce qui explique le nom de son personnage dans la série How to Make It in America), et une sœur, Maisha. Sa mère, Elsie Harriet (Banks), est professeure de chorale à l'école intermédiaire Roxboro à Cleveland Heights, dans l'Ohio. Son père, Lindberg Styles Mescudi, était peintre en bâtiment, enseignant suppléant et ancien combattant de la Seconde Guerre mondiale. Son père était d'origine afro-américaine et mexicaine-américaine, tandis que sa mère était afro-américaine.
Son père meurt d'un cancer en 1995 alors qu'il n'a que 11 ans. Sa disparition a eu un effet significatif sur la personnalité de Cudi et par la suite sur sa musique. Pour fuir cette dure réalité, Scott Mescudi se replie sur lui-même et vit dans son imaginaire pour s’évader. Cudi a fréquenté l'école secondaire Shaker Heights pendant deux ans avant d'être transféré à l'école secondaire Solon. Il a été expulsé de l'école pour avoir menacé de frapper son principal. Il a néanmoins plus tard obtenu sa GED. Cudi a étudié le cinéma à l'université de Toledo et a abandonné après un an d'étude. Son projet ultérieur de rejoindre la US Navy n’a pas abouti à cause de son casier judiciaire. Son géniteur étant un artiste peintre à ses heures, il rêve à son tour de devenir artiste. Inspiré par la mouvance Native Tongue durant ses études, il décide, à l'âge de 20 ans, de devenir rappeur et s’en va vivre à Brooklyn, New York, afin de s’imprégner de la culture hip-hop. Il tire son nom de scène de son nom de famille Mescudi, qu'il a raccourci en Cudi, et de son esprit enfantin.

### Carrière musicale

#### Début à New York (2003-2008)
Cudi a commencé à rapper pour la première fois à la fin de ses années lycée, inspiré par des groupes de hip hop alternatifs tels que The Pharcyde et A Tribe Called Quest. Il a déménagé à New York pour poursuivre une carrière dans la musique. À son arrivée, il est resté chez son oncle, Kalil Madi. Peu de temps après son départ de Cleveland, un magasin BAPE a ouvert ses portes en ville, où il a ensuite postulé pour un emploi. Pendant qu'il travaillait là-bas, Cudi a rencontré son futur mentor Kanye West, pour la première fois après avoir oublié de retirer un dispositif antivol d'une veste achetée par West. Son oncle l’a viré plus tard, menant à l'écriture du morceau Day 'n' Nite qui atteindra le top 5 du Billboard Hot 100 et Hot R&B/Hip-Hop Songs.
Les premiers travaux de Kid Cudi ont attiré l'attention de Kanye West, dont son manager Plain Pat, lui avait présenté la musique de Kid Cudi, amenant ensuite West à signer l'artiste dans son label GOOD Music plus tard dans l'année. En juillet 2008, Kid Cudi publie sa première mixtape, A Kid Named Cudi (produit par Plain Pat et Emile Haynie), en collaboration avec la marque de streetwear new-yorkaise 10.Deep[source secondaire souhaitée].
Kanye West a d'abord fait appel à Kid Cudi afin qu'il fasse des refrains pour Jay-Z. Alors qu'il était en studio, Kid Cudi et Kanye West sont passés de The Blueprint 3 (2009) à 808s & Heartbreak (2008) de West. L'empreinte de Cudi sur cet album compte des crédits de co-écriture et / ou de voix sur Heartless, Welcome to Heartbreak, Paranoid et RoboCop[source secondaire souhaitée]. Kid Cudi a été un auteur-compositeur de premier plan et artiste vedette dans la conception 808s & Heartbreak, avec notamment les sorties en singles des morceaux Paranoid et Heartless. Welcome to Heartbreak a atteint la 87e place du Pop 100.
Kid Cudi a fait sa première apparition à la télévision lors des MTV Video Music Awards 2008, aux côtés de Travis Barker et DJ AM[source secondaire souhaitée].

#### Man on the Moonet sa suite (2009–2010)

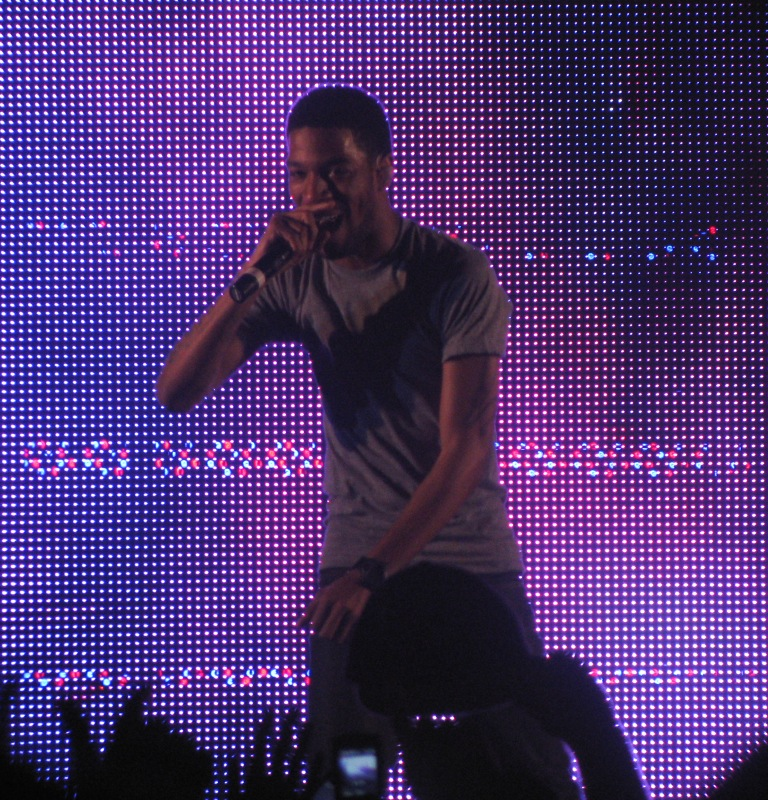
Kid Cudi sur scène le 6 août 2009.

Le 17 février 2009, il participe au talk show MTV Dogg After Dark de Snoop Dogg, en performant Day'n' Nite à la fin du spectacle[source secondaire souhaitée]. Deux jours plus tard, le 19 février 2009, Kid Cudi apparait sur BET dans l'émission 106 & Park, aux côtés de Kanye West pour le lancement du clip de Day'n' Nite[pertinence contestée]. Le 25 février 2009, Kid Cudi fuite une bande-annonce pour le blockbuster à venir, Transformers 2 : La Revanche, en utilisant sa chanson Sky Might Fall en arrière-plan[source secondaire souhaitée]. Plus tard, il poste qu'il avait fait la bande-annonce lui-même et qu'il était en pourparlers pour peut-être la rendre officielle[source secondaire souhaitée].
En février 2009, Kid Cudi fait une apparition aux côtés de Solange, dans le clip de sa chanson T.O.N.Y.[source secondaire souhaitée]. Le 16 mars 2009, Kid Cudi performe[Quoi ?] dans le cadre du spécial Spring Break de mtvU, et le lendemain, il a interprété trois chansons dans le cadre du Last Call de NBC avec Carson Daly[pertinence contestée]. Cudi s'est associé à son partenaire et producteur de disques Emile Haynie, pour produire un single exclusif intitulé Switchin Lanes, pour le jeu vidéo Midnight Club: Los Angeles, dans le cadre de son South Central Premium Upgrade downloadable content (DLC), sorti le 19 mars 2009 pour la PlayStation 3 et le 27 mars 2009 pour la Xbox 360. Il est également l'invité musical du Late Show with David Letterman et Jimmy Kimmel Live![pertinence contestée] En juin 2009, il fait une apparition dans le clip des The Black Eyed Peas pour le morceau I Gotta Feeling, aux côtés de David Guetta. C'est là qu'ils se rencontrent pour la première fois et enregistrent ensuite leur tube Memories. En 2009, il fait également la couverture de deux magazines, Complex (août/septembre 2009) et URB (août 2009).

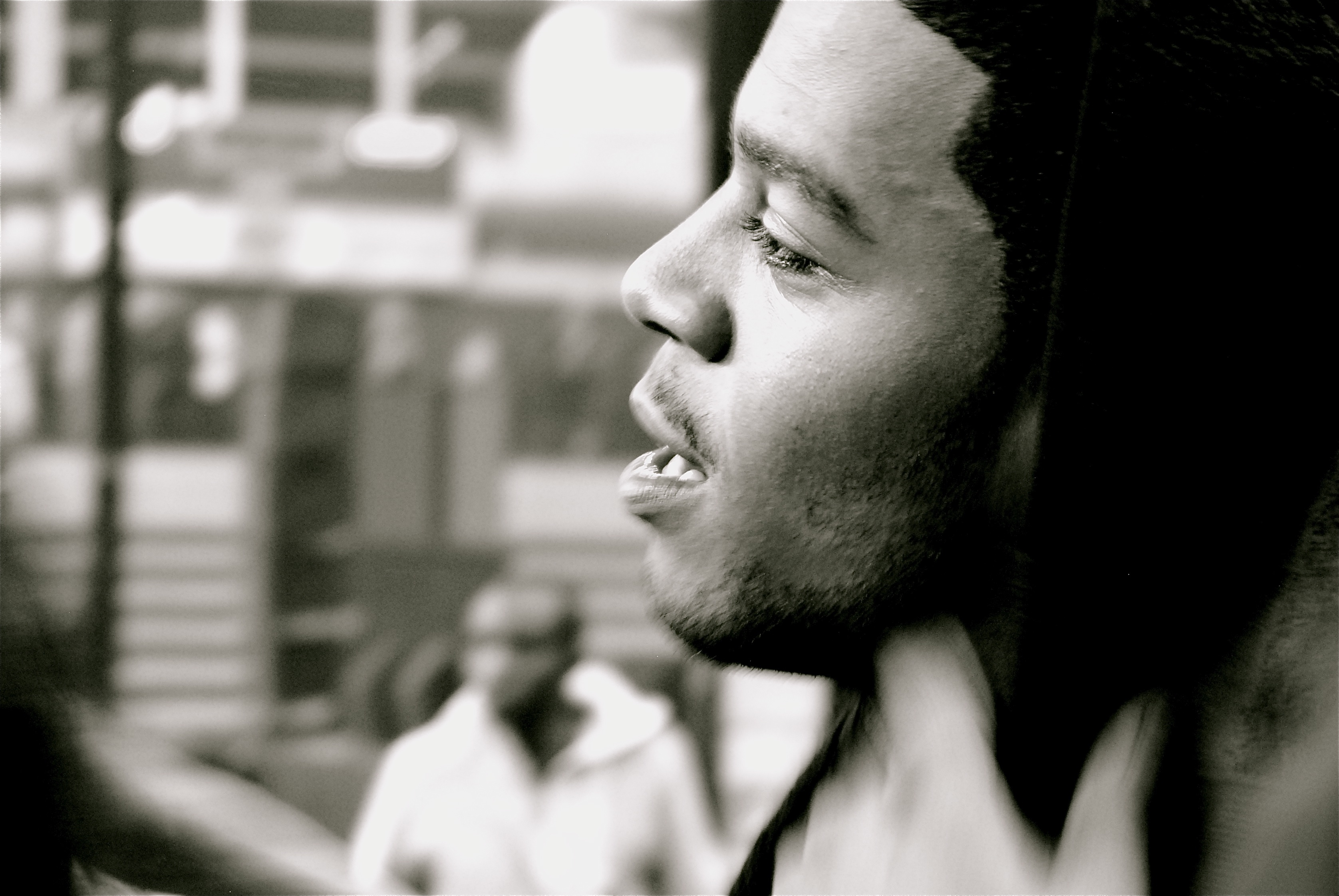
Kid Cudi sur scène en 2009.

Il a révélé ses projets d'avenir via son blog, disant qu'un éventuel album en collaboration avec Chip tha Ripper pourrait être suivi d'un projet de collaboration avec le duo de rock électronique Ratatat. Le 5 mai 2009, le DJ irano-américain de house progressive DJ Shram, publie She Came Along, le single principal de son premier album studio, Get Wild (2009). La chanson, en featuring avec Cudi, a figuré pendant 15 semaines dans le Bulgaria Singles Top 40.
Durant l'été 2009, Kid Cudi s'est joint aux rappeurs Asher Roth et B.o.B. pour la tournée de concerts The Great Hangover[source secondaire souhaitée]. Fin 2009, Kid Cudi a participé à l'album The Blueprint 3 de Jay-Z, sur la chanson Already Home. Le 14 septembre 2009, BET a présenté en première de son Rising Icons Kid Cudi. 
Le premier album de Kid Cudi, Man on the Moon : The End of Day, sorti sur Universal Motown Records le 15 septembre 2009, se vend à 104 419 exemplaires au cours de sa première semaine d'exploitation[source secondaire souhaitée] et se classe au quatrième rang des charts. Le single Day'n' Nite, le plus grand succès commercial de Kid Cudi aux États-Unis et en Europe, est bien accueilli. Le deuxième single, Make Her Say (à l'origine intitulé I Poke Her Face), contient un extrait du single Poker Face de Lady Gaga et Kanye West et Common en featuring[source secondaire souhaitée]. Common tient également tout au long de l'album un rôle de narrateur[source secondaire souhaitée]. Kid Cudi mélange les éléments de ses diverses influences (electro et pop) afin de créer une musique où il raconte des événements de sa vie[source secondaire souhaitée].
En septembre 2009, Kid Cudi copréside le concert 50 Fest de 50 Cent avec le rappeur Wale. Dans une interview accordée fin 2009, Cudi annonce que la suite de son premier album serait une compilation intitulée Cudder and the Revolution of Evolution, qui aurait des collaborations. Il a déclaré qu'il avait déjà enregistré des chansons avec Snoop Dogg, Travis Barker, Clipse, Cage et Pharrell, et aimerait aussi travailler avec Drake, Green Day, Kings of Leon, Robin Thicke, The Killers et The Postal Service sur cet album[source secondaire souhaitée]. Des rumeurs disaient aussi que Man on the Moon: The End of Day serait suivie d'une suite intitulée Man on the Moon: The Ghost in the Machine et que la série Man on the Moon serait une trilogie. Kid Cudi a été nommé pour trois Grammy Awards en 2010, pour ses singles Day'n' Nite et Make Her Say.

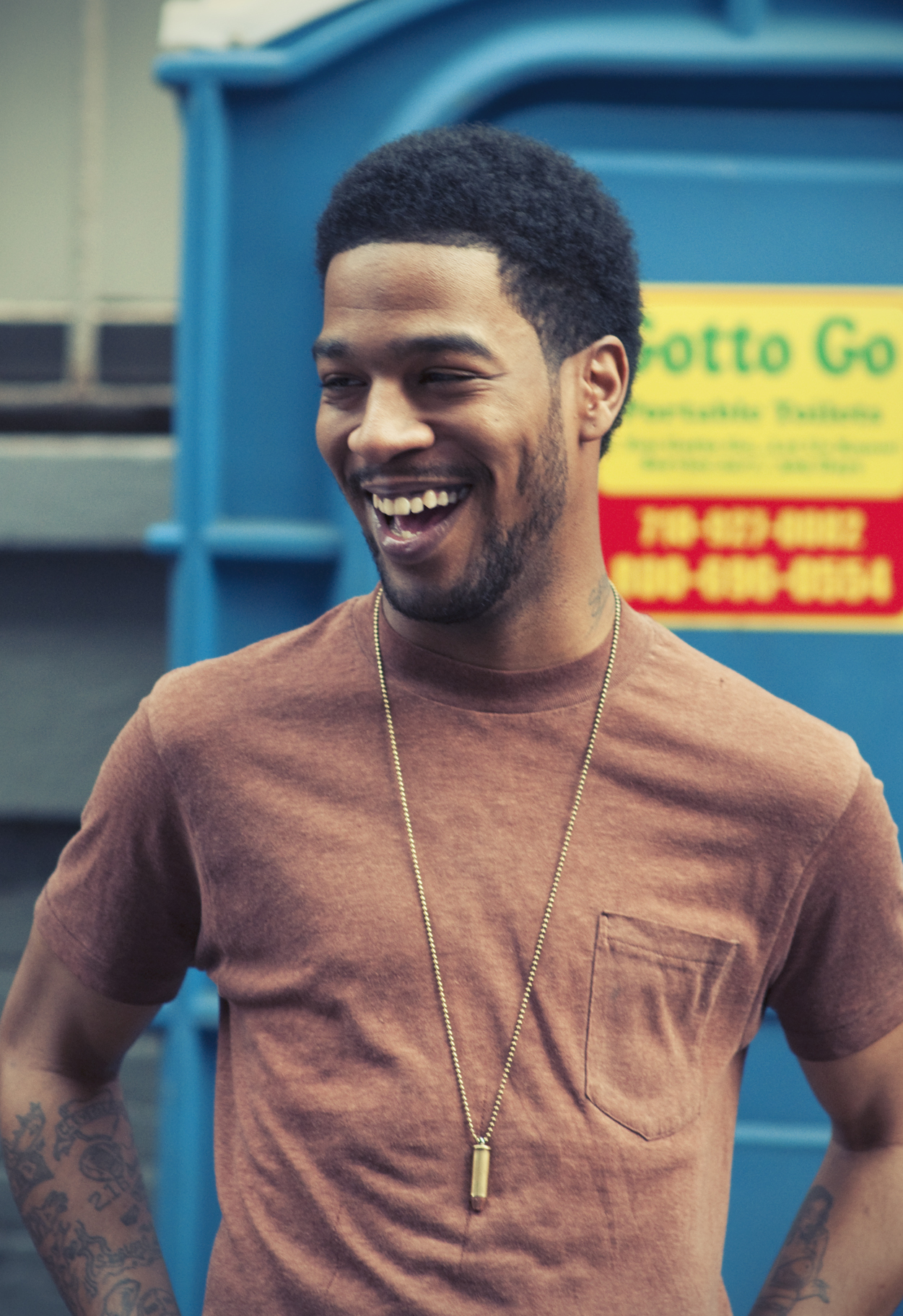
Kid Cudi à New York le 4 avril 2010.

En janvier 2010, Kid Cudi sort le troisième et dernier single de The End of Day, Pursuit of Happiness, qui a finalement été certifié platine par la RIAA. En 2010, Kid Cudi a participé à la réédition de Malice n Wonderland de Snoop Dogg, intitulé More Malice, sur le premier single That Tree. Cudi s'est également associé à l'artiste indépendant Johnny Polygon pour remixer son morceau The Riot Song, qui apparaît sur sa mixtape Rebel Without Applause (2010).Le 20 avril 2010, Kid Cudi a annoncé que le nom de son deuxième album ne serait pas Cudder and the Revolution of Evolution, mais Man on the Moon II : The Legend of Mr. Rager. En janvier 2010 est sorti la première saison de la série télévisée How to Make It in America, dans laquelle Cudi joue le rôle de Domingo Dean. Il fait aussi une apparition dans l'épisode 10 de la saison 8 de la série Les Frères Scott dans son propre rôle. Le 11 juin 2010, Kid Cudi a été arrêté dans le quartier Chelsea de l'arrondissement de Manhattan à New York, alors accusé de méfait criminel et de possession d'une substance contrôlée. Malgré son arrestation, il a été libéré et est arrivé à Manchester, Tennessee, à temps pour jouer à Bonnaroo.
Le premier extrait du deuxième album studio de Kid Cudi, intitulé Erase Me, est publié le 24 août 2010. Il est en featuring avec Kanye West et a été produit par Jim Jonsin. Il entre directement à la 22e place du Billboard Hot 100. La chanson a fait ses débuts sur une station de radio de Cleveland le 30 juin 2010 et est sortie officiellement à la radio Rhythm/Crossover le 17 août 2010. La chanson Mr Rager, est sortie pour promouvoir l'album peu avant sa sortie. L'album, sorti le 9 novembre 2010, s'est classé au troisième rang du Billboard 200 américain, avec 169 000 exemplaires vendus la première semaine. La deuxième semaine, il a franchi la barre des 200 000 exemplaires vendus. Dans Man on the Moon, Kid Cudi parle de sa dépendance à la cocaïne tandis que dans Man on the Moon II, Cudi raconte comment il a vaincu sa dépendance à la cocaïne par la consommation de marijuana.
En 2010, Kid Cudi est apparu sur plusieurs morceaux à l’occasion de l’hebdomadaire Good Fridays de Kanye West, dont Good Friday, Christian Dior Denim Flow et The Joy. Le dernier titre devenant plus tard un titre bonus sur l'album Watch the Throne (2011) de Jay-Z et Kanye West.

#### Nouvelle direction et WZRD (2011–2012)

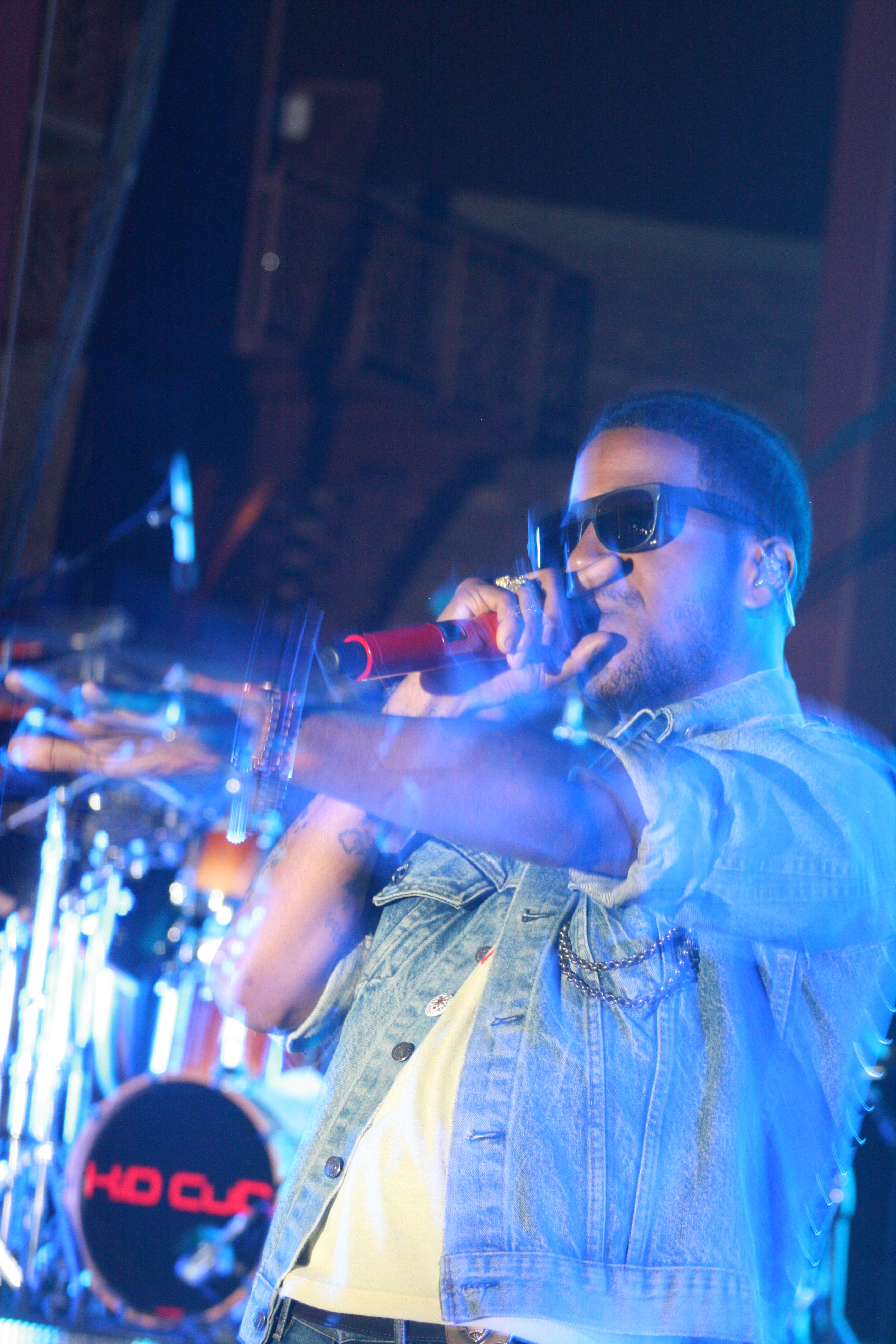
Kid Cudi sur scène en 2011.

En octobre 2010, Kid Cudi avait annoncé qu'il allait former un groupe de rock avec son collaborateur de longue date Dot da Genius, provisoirement appelé Wizard. Début 2011, il annonce qu'il va sortir une mixtape intitulée A Man Named Scott, rappelant son titre A Kid Named Cudi, avant l'album rock. Le 26 février 2011, Kid Cudi annonce la dissolution de Dream On, le label qu'il avait lancé en 2009 avec Patrick "Plain Pat" Reynolds et le producteur Emile Haynie. Cependant, dans une entrevue avec le magazine Complex, Kid Cudi explique qu'ils sont toujours en bons termes.
En mars 2011, Kid Cudi annonce la sortie d'un clip vidéo pour Marijuana au printemps, suivi d'un autre clip pour M. Rager en été, puis enfin d'un court métrage, réalisé par Shia LaBeouf, inspiré par sa chanson Maniac, avec Cage, en octobre 2011. En avril 2011, alors qu'il se produisait au Roseland Ballroom de New York, il annonça le lancement de sa propre maison de disques en exclusivité. Le nouveau label sur lequel il sortira son troisième album studio s'appelle Wicked Awesome Records. Il a également renommé son groupe à la même occasion 2 Be Continuum, à l'original nommé Wizard. Kid Cudi explique son raisonnement : « J'avais besoin de quelque chose de plus original, de différent, mais c'est encore de la magie à son apogée. » En 2011, Cudi est songwriter sur le premier album de la chanteuse anglaise Natalia Kills, Perfectionist, pour le titre Free.
Le 12 août 2011, Kid Cudi sort le clip de No One Believes Me, réalisé par Craig Gillespie, réalisateur de Fright Night. Le 21 août, Kid Cudi annonce qu'il ne sortira pas la mixtape A Man Named Scott pour se concentrer sur son projet rock et son troisième album solo Man on the Moon III. Le 8 septembre 2011, Kid Cudi sort le clip du morceau Mr Rager. La vidéo a reçu un accueil positif de la part de la critique.
Bien qu'il ait dit qu'il n’apparaîtra pas davantage en featuring pour d'autres artistes dans la couverture d'octobre/novembre 2011 du magazine Complex, Kid Cudi est en featuring sur le deuxième album studio de Bryan Greenberg, We Don't Have Forever (2011), Give the Drummer Some (2011) de Travis Barker, Eraser de The Knux's (2011), et Ambition de Wale (2011)[source secondaire souhaitée]. Le 30 octobre 2011, Kid Cudi sort Maniac, un court-métrage d'horreur mettant en vedette Cage et réalisé par Shia LaBeouf, via son blog. Le 13 novembre 2011, une mixtape inédite de titres enregistrés par Cudi en 2002-2003, sous le pseudonyme de Kid Mescudi, intitulée Rap Hard fuite en ligne. Le 18 novembre 2011, Cudi a renommé son groupe pour la deuxième fois en WZRD (prononcé W-Z-R-D). Il a également annoncé que le projet rock à venir sortirait le jour de son 28e anniversaire, le 30 janvier 2012.
En janvier 2012, Kid Cudi est apparu sur deux morceaux de la mixtape Tell Ya Friends de Chip tha Ripper, Ride 4 You en featuring également avec Far East Movement et GloryUs également en featuring avec le duo The Almighty GloryUs. Cela a donné lieu à la spéculation qu'un projet de Chip tha Ripper et Kid Cudi serait en cours. Le 31 janvier, Cudi annoncé avoir terminé l'album WZRD et que son prochain album est l'effort de collaboration avec Chip tha Ripper[pas clair]. En 2012, Kid Cudi participe à la bande originale du film Hunger Games, en créant une chanson pour le film intitulée The Ruler and the Killer. Se référant à The Ruler and the Killer, Kid Cudi écrit : « Je n'aurais pas pu le faire sans mes partenaires de production sur le projet du film, légendaires et pieux T Bone Burnett et Greg Wells ! »
Alors qu'il travaille sur le premier album du groupe, Kid Cudi affirme qu'il est bloqué pendant près de 5 mois à cause de sa nouvelle sobriété, quelque chose qui ne lui était jamais arrivé pendant une période de temps aussi longue. Selon Kid Cudi, les groupes qui ont inspiré l'album sont Electric Light Orchestra, Jimi Hendrix, Nirvana et Pink Floyd. L'album comprend une chanson intitulée Where Did You Sleep Last Night, une reprise de la même chanson de Nirvana, inspirée par la légende Lead Belly, célèbre guitariste de blues interprétant la chanson folk traditionnelle. Ils sortent le titre Perfect is the Word en mai 2011, Brake, en novembre 2011 et Teleport 2 Me. Après la sortie de WZRD le 28 février 2012, l'album s'est classé à la troisième place du Billboard 200 américain, avec des ventes physiques et numériques s'élevant à 66 000 exemplaires la première semaine d’exploitation aux États-Unis. L'album s'est également classé au premier rang du Top Rock Albums et du Top Alternative Albums, et au neuvième rang du Canadian Albums Chart.

#### Indicud(2012-2013)
En avril 2012, à Geneseo, dans l'État de New York, Cudi se produit devant une salle comble et crée une chanson hip hop, sa première depuis 2010. Durant ce show, Cudi performe ce nouveau titre intitulé The Leader of the Delinquents a capella. Le 25 avril 2012, Cudi revient officiellement au rap avec la sortie de Dennis, Hook Me Up with Some More of That Whiskey!. Ce morceau qui est le tout premier titre produit par Cudi lui-même, est un échantillon de sa chanson Ghost! sortie en 2010. En juin 2012, Cudi est présent dans le clip vidéo de Mercy, le single principal de l'album compilation de GOOD Music Cruel Summer, dans lequel il a participé, avec d'autres artistes de GOOD Music. Cudi est finalement apparu sur deux chansons de la compilation, The Morning et un titre solo destiné à l'origine à Man on the Moon II (2010), intitulé Creepers, produit par Dan Black.
L'été 2012, Cudi annonce le titre de son troisième album studio, Indicud, lorsqu'il tweeta : "Mon nouvel album s'intitule indicud, ce sera ma version de The Chronic 2001, certaines chansons que je produirai, d'autres que je jouerai en tant qu'auteur-compositeur". Le 8 juin 2012, Cudi annonce qu'Indicud, sera un double disque. Le 12 août, Kid Cudi sort le premier single d'Indicud, une chanson intitulée Just What I Am avec King Chip (anciennement appelé Chip tha Ripper), son ami et collaborateur de toujours. La sortie de l'album a été annoncée au début de l'année 2013, Cudi se concentrant sur la musique de films, ainsi que sur le troisième épisode de la série d'albums Man on the Moon. Cudi ajoute ensuite que Indicud "comportera plus de beats rapides et comprendra au plus 17 nouvelles chansons". Le clip de Just What I Am, qui marque les débuts de Cudi en tant que réalisateur, a été tourné à Los Angeles le 6 novembre 2012, à VEVO et les fans furent inviter à y participer. Le 7 novembre, il révèle que le titre du deuxième single officiel de l'album est Immortal et qu'il est produit par lui-même comme les deux précédents, Just What I Am et King Wizard. Il a affirmé que la chanson " vous fera sentir incroyable dans votre cœur et dans votre âme." La chanson est sortie officiellement sur iTunes le 14 mars 2013.
Le 14 mars 2013, Kid Cudi s'est produit au spectacle secret South by Southwest (SXSW) de MySpace à Austin, au Texas. Et après avoir interprété ses nombreux succès, il a présenté un nouveau couplet d'Indicud. Il a également révélé que l'album comporterait 18 titres, tout en confirmant officiellement ASAP Rocky et Michael Bolton comme invités d'honneur. Le 16 mars, Cudi a annoncé qu'il sortirait la tracklist et la pochette de l'album le 2 avril. Trois jours plus tard, Kid Cudi annonce via Twitter que l'album est officiellement terminé et remis à son label, Universal Republic. Le 26 mars, la pochette et le tracklist de l'album sont dévoilés par Walmart puis Complex. Plus tard dans la journée, Cudi apparaît sur Jimmy Kimmel Live! et interprète les singles Just What I Am et Immortal, ainsi qu'un morceau intitulé Mad Solar, qu'il interprète a cappella.
Le 2 avril 2013, Kid Cudi a annoncé sur Power 106 qu'il n'était plus signé dans le label GOOD Music de Kanye West. Cudi a révélé qu'il avait quitté le label en bons termes,. Cudi souhaitait prendre sa propre direction et s’occuper de son propre label Wicked Awesome et de l'artiste King Chip. Il fera un featuring avec Kanye West sur l'album Yeezus. Après qu'Indicud ait été mis en ligne dans son intégralité le 9 avril 2013, Kid Cudi a décidé de reporter la sortie du disque au 16 avril[pertinence contestée]. Fin 2013, Kid Cudi part en tournée The Cud Life Tour 2013, à l’occasion de la sortie de son dernier album. La tournée a été annoncée le 15 juillet et les billets ont été mis en vente le lendemain[pertinence contestée]. Les rappeurs américains Big Sean, Tyler, The Creator et Logic ont apporté leur soutien à la tournée.

#### Satellite Flight: The Journey to Mother Moon(2013–2014)
En tournée, le 16 octobre 2013, Kid Cudi annonce la publication d'un extended play (EP), dans les trois prochains mois,. Cudi révèle aussi travailler aux côtés de Dot da Genius et King Chip sur l'EP. Il considère cet EP comme un avant-goût de son futur quatrième album Man on the Moon III, qu'il annonce pour 2015. Le 19 octobre 2013, Cudi révèle la présence de Going to the Ceremony, une chanson révélée sur le site SoundCloud en début juillet, dans l'EP. Cudi révèle aussi la présence d'un remix de son single à succès Day 'n' Nite sur l'EP.
Le 25 novembre 2013, sur Twitter, Cudi révèle le titre de l'EP, Satellite Flight: The Journey to Mother Moon,. Le 16 décembre 2013, Kid Cudi publie sur SoundCloud Satellite Flight, le titre homonyme de l'EP. Le 27 janvier 2014, Kid Cudi révèle que Satellite Flight: Journey to Mother Moon sera finalement publié comme album, et non plus comme EP. Dans une interview accordée à MTV News en février 2014, Cudi parle de la transition de l'EP vers un album complet et qualifie le projet de son meilleur travail à ce jour : "Je suis vraiment excité parce que c'est mon meilleur travail, et c'est une surprise. Les gens ne s'y attendaient pas vraiment. Je n'ai jamais fait deux albums à un an d'intervalle".
Le 25 février 2014, Satellite Flight: The Journey to Mother Moon est publié en format téléchargement. L'album débute quatrième du Billboard 200, et compte 87 000 téléchargements aux États-Unis. Le 4 mars 2014, Cudi apparaît au Chelsea Lately, interviewé par l'actrice Gabourey Sidibe, pour faire la promotion de Satellite Flight et du film Need for Speed. Le 12 mars 2014, Cudi publie une chanson intitulée Hero, une collaboration avec Skylar Grey enregistrée pour la bande-son de Need for Speed,. Le 15 mars 2014, Cudi apparaît au Arsenio Hall Show, pour la promotion de son album, et parle également de Need for Speed, de l'état actuel du hip-hop et de ses pensées suicidaires,,. Il performe également le morceau Internal Bleeding extrait de l'album Satellite Flight: The Journey to Mother Moon.
En avril 2014, Cudi a fait la couverture du premier numéro du magazine Fat Man. Le 24 avril 2014, Tout en étant honoré en tant que défenseur de la santé mentale par les services de santé mentale Didi Hirsch, au Beverly Hilton de Los Angeles, Cudi a offert une performance spéciale lors de leur remise annuelle des Erasing the Stigma Leadership Awards. Le 2 mai 2014, il est annoncé que Cudi fera la une du North Coast Music Festival de Chicago, aux côtés du rappeur Snoop Dogg. Le 11 mai 2014, Cudi révèle qu'il va écrire et réaliser un court métrage pour le titre Balmain Jeans extrait de Satellite Flight : "Développer un court métrage pour" Balmain Jeans ", une histoire sur une connexion électrique spontanée entre deux étrangers."

#### Speedin' Bullet to Heaven(2015−2016)
Dans une interview accordée en janvier 2015 au Sundance Film Festival, Kid Cudi évoque la possibilité de sortir un nouvel album avant la sortie de Man on the Moon III,. : « Je fais toujours de la musique. Ce qu'il y a de beau là-dedans, c'est que j'ai beaucoup de matériel. Et je pense en fait qu'il serait bon de sortir quelque chose entre-temps, avant que Man on the Moon III ne sorte. Un autre album de Kid Cudi, dans la lignée de ce que j'ai fait avec Indicud ou Satellite Flight, qui n'est qu'un album à part entière mais qui reste un album de Kid Cudi. »
Le 3 mars 2015, Kid Cudi sort sa première chanson depuis son album Satellite Flight, intitulée Love, enregistré à l'origine pour Satellite Flight, qui est un sample de Sunblocks de Ratatat et a reçu des critiques positives,. . Le 4 avril 2015, Cudi annonce sur Twitter l'arrivée d'un nouvel album, Speedin' Bullet 2 Heaven. Le 27 octobre 2015, Cudi annonce sa sortie pour le 4 décembre 2015. Il publie également deux singles intitulés Wedding Tux et Judgemental Cunt. En novembre 2015, Kid Cudi annonce une tournée du nom de Especial Tour, dans différentes scènes à travers les États-Unis. Le 1er décembre 2015, Cudi annonce l'annulation de sa tournée Especial Tour pour diverses raisons, dont la production et des problèmes personnels. Pour compenser l'annulation de la tournée, Kid Cudi sort le titre Speedin' Bullet to Heaven en deuxième single de l'album.
Également en 2015, il joue dans le film James White de Josh Mond.

#### Passion, Pain & Demon Slayin' et Kids See Ghosts(2016-2018)
Le 26 septembre 2016, Kid Cudi a dévoilé la tracklist de Passion, Pain & Demon Slayin' via Twitter, qui dévoile les noms de Travis Scott, André 3000, Pharrell Williams et Willow Smith.
Bien qu'il y ait une divergence entre Cudi et Kanye West, West lui a par la suite proposé de faire la paix et un morceau mettant en vedette les deux artistes a fait surface sur internet. La sortie numérique de Passion, Pain & Demon Slayin'  a été prévu pour le 16 décembre 2016, avant une sortie physique le 23 décembre. Cudi a également partagé le morceau Baptized in Fire, en featuring avec Travis Scott (avec qui Cudi a notamment collaboré en 2016 sur through the late night extrait de l'album Birds in the Trap Sing McKnight). Le 1er mars 2017, Kid Cudi a interprété le morceau Kitchen, accompagné d'un orchestre à cordes, en direct sur The Tonight Show avec Jimmy Fallon.
Le 15 août 2017, Kid Cudi annonce une tournée nationale de concerts sous le nom de Passion, Pain & Demon Slayin' Tour, dont la première date est le 30 septembre à Philadelphie, en Pennsylvanie.
En 2018, Kid Cudi et Kanye West forment un duo connu sous le nom de Kids See Ghosts, et produisent un album du même nom, Kids See Ghosts, qui sort le 8 juin 2018. L'album a été acclamé par la critique.
Le 23 octobre 2018, en réponse à un fan sur Twitter, Cudi révèle avoir commencé à travailler sur son septième album solo. Bien qu'il ait dit qu'il prendrait son temps pour créer son prochain album, Cudi prévoyait une sortie en 2019.

#### Man on the Moon III: The Chosen,EntergalacticetInsano(depuis 2020)
Le 14 avril 2020, Kid Cudi dévoile par surprise The Leader of the Delinquents, morceau qu’il avait interprété sur scène en 2012. Le 24 avril 2020, Cudi a collaboré avec Travis Scott, sous le duo The Scotts, pour sortir une chanson du même nom. Celle-ci se place en tête du classement du Billboard Hot 100, devenant ainsi le premier n°1 de Kid Cudi.
Plus tard, le 24 avril, Kid Cudi a également révélé qu'il travaillait toujours sur une nouvelle musique pour une future sortie de WZRD[source secondaire souhaitée], en plaisantant que « nous prenons une décennie de repos entre les albums ». Le 9 juillet 2020, Vada, la fille de Cudi, annonce par le biais des médias sociaux qu'il allait sortir vendredi prochain une chanson avec Eminem intitulée The Adventures of Moon Man & Slim Shady. La chanson sort le 10 juillet 2020 et connaît un grand succès, puisqu'elle démarre dans le Top 40 du Billboard Hot 100.
Le 26 octobre, Kid Cudi publie une vidéo teaser contenant le message « The trilogy continues... soon » pour Man on the Moon III, le dernier volet de sa série, une décennie après la sortie du deuxième volet. Le titre de l'album et la date de sortie n'ont pas été communiqués avec la vidéo,. En novembre, il annonce sur Twitter « The music is coming. I promise ». Le 7 décembre, Kid Cudi a annoncé que l'album serait intitulé Man on the Moon III: The Chosen, avec une date de sortie fixée au 11 décembre 2020. Le thème de l'album conceptuel suit Cudi qui surmonte son obscurité, mais qui se bat pour récupérer son âme de son alter-ego "Mr. Rager".  Les clips musicaux des titres Heaven on Earth et She Knows This, réalisés par Nabil, sont publiés le lendemain,.
Il sort ensuite l'album Entergalactic, bande originale accompagnant le film d'animation du même nom. Les deux projets sortent le 30 septembre 2022 sur Netflix. Entergalactic avait initialement été annoncé en juillet 2019 comme une série d'animation.
Début 2024, il sort le diptyque Insano/Insano (Nitro Mega). Les deux albums sortent à un mois d'intervalle en janvier et février 2024.

### Vie privée

#### Vie sentimentale
En 2009, Kid Cudi a commencé à sortir avec l'avocate Jamie Baratta. Ils se sont finalement séparés en 2012, Kid Cudi lui consacre une chanson intitulée "Teleport 2 Me, Jamie", qu'il a enregistrée en tant que membre du duo de rock alternatif WZRD. 
En 2020, Cudi a écrit "Sept. 16", une chanson intitulée d'après la date de naissance de sa petite amie de l'époque la costumière et actrice Raquel Deriane, à qui la chanson est dédiée.
Selon un procès intenté en 2023 par Cassie Ventura contre son ancien partenaire Sean Combs, Cassie est sortie avec Cudi vers 2012, ce qui a amené Combs à menacer Cassie de « faire exploser la voiture de Kid Cudi ». Cudi a confirmé que peu de temps après cette menace, sa voiture avait effectivement explosé.

## Style musical et influences

### Style musical
Le style musical de Kid Cudi a été décrit comme "un rap mélodique atmosphérique, avec une cuillerée de chants charmants et décalés", mais aussi comme "introspectif, capable d'enregistrer ses insécurités et de révéler sa faillibilité". Le son de Kid Cudi est ce qui a inspiré et conduit Kanye West à créer son cathartique 808s & Heartbreak (2008), avec West plus tard, affirmant que lui et Cudi ont été "les créateurs du style, un peu comme Alexander McQueen est à la mode... Tout le reste n'est que Zara et H&M". West a également complimenté Cudi en disant : "Son écriture est si pure, naturelle et importante". En mars 2014, Kid Cudi a parlé de vouloir guider les jeunes auditeurs avec sa musique : "mon énoncé de mission depuis le premier jour (...) je voulais juste aider les enfants à ne pas se sentir seuls et à cesser de se suicider ".
La musique de Kid Cudi a également été décrite comme du trip hop,,. De plus, il est connu pour harmoniser et fredonner dans sa musique, ce qui l'aide à formuler sa signature sonore,,. Dans les albums WZRD (2011) et Speedin' Bullet 2 Heaven (2015), Cudi a incorporé l'utilisation de voix hurlées,, et on peut l'entendre jodler sur son album Passion, Pain & Demon Slayin',.Il a également intégré des éléments de musique psychédélique, R&B, electronica, synthpop et grunge dans sa musique,.

### Influences
Les premières influences de Kid Cudi comptent des groupes de hip-hop alternatif tels que The Pharcyde, A Tribe Called Quest ou encore Bone Thugs-n-Harmony,. Cudi cite également des rappeurs tels que The Notorious B.I.G., Tupac, Jay Z, Snoop Dogg, Run-DMC, Kurtis Blow, Cool J, Salt-N-Pepa, Queen Latifah, Kid'n Play, N.W.A, Naughty By Nature, Onyx et Public Enemy, comme étant ses influences hip-hop durant son enfance. Cudi a également été influencé par le rappeur Camu Tao, originaire de l'Ohio comme lui,,,,. Il a également été inspiré par les morceaux des O'Jays, Ratatat, MGMT et The Postal Service,,. En 2010, il a commencé à expérimenter le rock dans sa musique. Les groupes de rock qui ont inspiré Cudi comptent l'Electric Light Orchestra, Jimi Hendrix, Nirvana, les Pixies ou encore Pink Floyd,.
Kid Cudi a lui-même influencé et inspiré de nombreux artistes, tels que les rappeurs Kanye West, Travis Scott,, Kendrick Lamar, Schoolboy Q, Chance the Rapper,, Childish Gambino, DijahSB, Logic, ASAP Rocky,, ASAP Nast, Allan Kingdom, Raury, Key!, Kevin Abstract,, ou encore Jaden Smith,. Mais également des chanteuses tels que Jhene Aiko, Lissiebet ou encore Tinashe, entre autres. Dans une interview accordée à Billboard en 2010, Kanye West a qualifié Cudi d'"artiste qu'il préfère personnellement au monde en ce moment. Dans un article de 2015 intitulé KiD CuDi - A Forgotten Influence on Psychedelic Introspection in Hip-Hop, l'auteur écrit : "Cudi a contribué à une nouvelle ère de production électronique et psychédélique. Et son approche sombre et droguée de l'introspection s'est déjà imposée dans le monde du hip-hop".
En 2016, Kanye West a qualifié Cudi d'« artiste le plus influent des dix dernières années »,. Le duo hip-hop de la côte Ouest Audio Push a également fait l'éloge de Kid Cudi en 2016. En novembre 2016, le rappeur d'Atlanta OG Maco, qui a cité Cudi comme une influence majeure à plusieurs reprises, a sorti un EP intitulé For Scott, en hommage à Kid Cudi,, qui a été le point de départ d'une nouvelle génération d'artistes. Des sites comme HotNewHipHop,, DJBooth et IBTimes ont noté l'influence de Cudi sur le hip-hop contemporain, depuis sa percée en 2008.
Au long de sa carrière, il collabore avec des artistes comme, notamment, Eminem, Jay-Z, Common, Mary J. Blige, Steve Aoki, David Guetta, Shakira, MGMT, Ratatat, Snoop Dogg Travis Scott ou Michael Bolton,.

## Discographie

### Albums studio
- 2009 : Man on the Moon: The End of Day
- 2010 : Man on the Moon II: The Legend of Mr. Rager
- 2013 : Indicud
- 2014 : Satellite Flight: The Journey to Mother Moon
- 2015 : Speedin' Bullet 2 Heaven
- 2016 : Passion, Pain and Demon Slayin'
- 2020 : Man on the Moon III: The Chosen
- 2022 : Entergalactic
- 2024 : Insano
- 2024 : Insano (Nitro Mega)
- 2025 : Free

### Albums collaboratifs
- 2012 : WZRD (avec Dot da Genius, sous le nom WZRD) (Universal Republic, Wicked Awesome, HeadBanga Muzik)
- 2012 : Cruel Summer (avec GOOD Music)
- 2018 : Kids See Ghosts (avec Kanye West)

### Singles

#### Solo
- 2007 : Day 'n' Nite
- 2008 : Day'N'Nite (Crookers Remix)
- 2009 : Make Her Say (feat. Kanye West & Common)
- 2009 : Pursuit of Happiness (feat MGMT & Ratatat)
- 2010 : Erase Me (feat. Kanye West)
- 2010 : M. Rager
- 2010 : Soundtrack 2 my life
- 2011 : Teleport 2 Me
- 2012 : Pursuit of Happiness (feat MGMT & Ratatat) (Steve Aoki Remix)
- 2012 : Just What I Am
- 2012 : King Wizard
- 2013 : Immortal
- 2013 : Girls (Feat. Too $hort)
- 2013 : Going To The Ceremony (Produced By WZRD)
- 2013 : Satellite Flight
- 2014 : Hero (feat Skylar Grey)
- 2018 : The Rage (Rampage – Original Motion Picture Soundtrack)
- 2020 : The Adventures Of Moon Man (avec Eminem)

#### Singles d'autres artistes
- 2009 : Welcome to the World de Kevin Rudolf (sur l'album In the City)
- 2009 : Memories de David Guetta (sur l'album One Love)
- 2010 : That Tree de Snoop Dogg (sur la réédition More Malice)
- 2011 : All of the Lights de Kanye West (sur l'album My Beautiful Dark Twisted Fantasy)
- 2011 : Don't Kick the Chair de Dia Frampton (sur l'album Red)
- 2016 : Through the Late Night de Travis Scott (sur l'album Birds in the Trap Sing McKnight)

#### Autres collaborations
- 2006 : Wanna Love You Girl (Remix) (Live in the studio) de Robin Thicke
- 2008 : Wasting My Minutes de 88-Keys (sur la mixtape Adam's Case Files)
- 2008 : Therapy de The Alchemist (feat. Evidence, Talib Kweli & Blu)
- 2008 : Intro / Interlude / Outro de DJ E-V (sur la mixtape SpinFest The Mixtape 2008)
- 2008 : Me + My Sneakers de A-Trak (sur l'album Running Man: Nike+ Original)
- 2008 : Can't Stop Me / Ask About Me de Chip tha Ripper (sur la mixtape Can't Stop Me)
- 2008 : Ho' Is Short for Honey de 88-Keys (sur l'album The Death of Adam)
- 2008 : Welcome to Heartbreak de Kanye West (sur l'album 808s and Heartbreak)
- 2008 : Rollin' Remix de Jackie Chain (sur la mixtape de The New Deal: Presented By 10.Deep)
- 2008 : Skies High de Kanye West, DJ Benzi & Plain Pat (sur la mixtape Kanye West, DJ Benzi & Plain Pat Present Sky High: The Kanye Remix Project)
- 2009 : Buggin' Out '09 de J.Period & Consequence (sur la mixtape The [Abstract] Best Vol. 1)
- 2009 : She Came Along de Sharam (sur l'album Get Wild)
- 2009 : Boom Boom Style (Zuper Blahq Megamix) des Black Eyed Peas (sur l'EP Invasion of Boom Boom Pow – Megamix E.P.)
- 2009 : Do My Do de Mickey Factz (sur The Leak Vol. 3: The Achievement)
- 2009 : Girls, Sounds & Colors de Rich Hil (sur Ima Limo Ima Stoner)
- 2009 : Don't Trust Me (Benny Blanco Remix) de 3OH!3
- 2009 : Everything Is Broken de Mr Hudson (sur l'album Straight No Chaser)
- 2009 : Floatin' in the Sky de N.O.R.E.
- 2009 : Already Home de Jay-Z (sur l'album The Blueprint 3)
- 2009 : Did It Again (Remix) de Shakira (sur l'album She Wolf)
- 2009 : Trippy de Rich Hil
- 2009 : Whatever U Want (GOOD Music Remix) de Consequence
- 2009 : Elevatas de Robin Thicke (sur l'album Sex Therapy)
- 2009 : Symphonies de Dan Black (sur l'album UN)
- 2010 : So Cool de Talent Couture
- 2010 : Riot Song (Remix) de Johnny Polygon (sur la mixtape Rebel Without Applause)
- 2010 : Won't You Tell Me / EPS de Rich Hil
- 2010 : Ur Killin' Me de Cam'ron & Vado (sur la mixtape Boss of All Bosses 2.5)
- 2010 : Embrace The Martian de Crookers (sur l'album Tons Of Friends)
- 2010 : All Talk de Chip Tha Ripper (sur la mixtape Independence Day)
- 2010 : On The Spot Freestyle de DJ Green Lantern (sur la mixtape Invasion Radio 2K10)
- 2010 : G.O.O.D. Friday de Kanye West, Big Sean, Pusha-T, Common, Charlie Wilson (diffusé sur Internet dans le cadre des G.O.O.D. Fridays de Kanye West)
- 2010 : Christian Dior Denim Flow de Kanye West, John Legend, Pusha-T, Lloyd Banks & Ryan Leslie (diffusé sur Internet dans le cadre des G.O.O.D. Fridays de Kanye West)
- 2010 : The Joy de Kanye West, Pete Rock, Charlie Wilson, Curtis Mayfield & Jay-Z (diffusé sur Internet dans le cadre des G.O.O.D. Fridays de Kanye West)
- 2010 : Gorgeous de Kanye West (feat. Raekwon) (sur l'album My Beautiful Dark Twisted Fantasy)
- 2010 : Welcome to the World de T.I. (feat. Kanye West) (sur l'album No Mercy)
- 2011 : Focused de Wale (Sur l'album The Eleven One Eleven Theory)
- 2011 : Run de The Knux (Single)
- 2011 : Cudi The Kid de Steve Aoki
- 2011 : Ride 4 U de Far East Movement
- 2011 : Don't Kick The Chair de Dia Frampton
- 2012 : Old School Caddy de Hit-Boy
- 2012 : Creepers de Kid Cudi (Morceau présent sur l'album qui reunit la plupart des artistes du label GOOD Music, Cruel Summer)
- 2012 : She Hates Me de Big Boi
- 2013 : First Chain de Big Sean
- 2013 : Vortex de King Chip
- 2018 : A$AP Forever de A$AP Rocky
- 2019 : Dangerous de Schoolboy Q
- 2019 : On my own de Jaden
- 2020 : A Sweeter Place de Selena Gomez (sur l’album Rare)
- 2020 : The Scotts de Travis Scott
- 2021 : Moon et Remote Control de Kanye West

## Filmographie

### Acteur

#### Cinéma
- 2013 : Le Dernier Refuge (Goodbye World) de Denis Hennelly : Lev Berkowitz
- 2014 : Need For Speed de Scott Waugh : Benny Jackson
- 2014 : The Ever After de Mark Webber : Scott
- 2014 : Aventure d'un soir (Two Night Stand) de Max Nichols : Cedric
- 2015 : Entourage de Doug Ellin Allen
- 2015 : Dans la brume du soir (Meadowland) de Reed Morano : Jason
- 2015 : James White de Josh Mond : Nick (également compositeur)
- 2016 : Roxxy (Vincent-N-Roxxy) de Gary Michael Schultz : Suga
- 2017 : Killing Hasselhoff de Darren Grant : lui-même
- 2019 : Drunk Parents de Fred Wolf : le conducteur du camion
- 2019 : Jexi de Jon Lucas et Scott Moore : lui-même
- 2020 : Bill et Ted sauvent l'univers (Bill and Ted Face the Music) de Dean Parisot : lui-même
- 2021 : Crisis de Nicholas Jarecki :  Ben Walker
- 2021 : A Man Named Scott (documentaire) de Robert Alexander : lui-même
- 2021 : Don't Look Up : Déni cosmique (Don't Look Up) d'Adam McKay : DJ Chello
- 2022 : X de Ti West : Jackson Hole
- 2022 : Entergalactic de Fletcher Moules : Jabari (voix - également scénariste et compositeur)
- 2023 : House Party de Calmatic : lui-même
- 2023 : Parachute de Brittany Snow : Justin
- 2023 : Crater de Kyle Patrick Alvarez : Michael Channing
- 2023 : Les Trolls 3 (Trolls Band Together) de Walt Dohrn : Clay (voix)
- 2023 : Silent Night de John Woo : Dennis Vassel
- 2024 : Trap de M. Night Shyamalan : le Penseur
- 2025 : Happy Gilmore 2 de Kyle Newacheck

#### Télévision
- 2010 : Les Frères Scott (One Tree Hill) : lui-même (saison 8, épisode 10)
- 2010-2011 : How to Make It in America : Domingo Dean
- 2013 : The Cleveland Show : Devon (voix - saison 4, épisode 11)
- 2013 : Brooklyn Nine-Nine : Dustin Whitman (saison 1, épisode 7)
- 2014 : Scorpion : Peyton Temple (saison 1, épisode 8)
- 2019 : Creepshow : Doc Kessler (saison 1, épisode 2)
- 2020 : Westworld : Francis (saison 3, 3 épisodes)
- 2020 : We Are Who We Are : Richard Poythress
- 2023 : Young Love : Stephen Love (voix)
- 2024 : Knuckles : l'agent Mason

### Producteur
- 2021 : Malcolm et Marie (Malcolm & Marie) de Sam Levinson (producteur délégué)
- 2022 : X de Ti West (producteur délégué)
- 2022 : Pearl de Ti West (producteur délégué)
- 2022 : Entergalactic de Fletcher Moules (producteur délégué)
- 2024 : MaXXXine de Ti West (producteur délégué)